# David Ginola
David Désiré Marc Ginola (* 25. ledna 1967, Gassin) je bývalý francouzský fotbalista. Hrával na pozici útočníka či levého záložníka.
V dresu francouzské reprezentace odehrál 17 zápasů, v nichž vstřelil 3 branky.
S Paris Saint-Germain se stal mistrem Francie (1993/94) a dvakrát získal francouzský pohár (1992/93, 1994/95).
Přestože nikdy nehrál na žádném vrcholném turnaji, ani nezískal žádnou mezinárodní klubovou trofej, byl velmi oceňován v individuálních anketách. Roku 1993 byl vyhlášen nejlepším fotbalistou Francie, v sezóně 1998/99 nejlepším fotbalistou Anglie (a to jak v anketě FWA, tak PFA) a britský časopis World Soccer ho dokonce vyhlásil 61. nejlepším fotbalistou 20. století.
Občas pracoval jako model. V mládí se závodně věnoval též sjezdovému lyžování.